# ニューズ・コープ
ニューズ・コープ（News Corp、正式名称: ニューズ・コーポレーション、英語: News Corporation）は、アメリカ・ニューヨークに拠点を置く出版・メディア企業。オリジナルのニューズ・コーポレーション（1980年にルパート・マードックによって設立）のスピンオフとして2013年に設立された。 

## 概要
2013年6月28日に旧ニューズ・コーポレーションから主に出版・新聞関連の事業を切り離し、さらにこれらの関連企業を傘下に収めて誕生した（NASDAQ株取引は3日後の7月1日に開始）。傘下企業にはウォール・ストリート・ジャーナルを発行するダウ・ジョーンズなどがある。また、MySpaceを運営するインターミックス・メディアや「TV Guide」を出版するジェムスターテレビガイドの株を一部保有している。
一方、旧ニューズ・コーポレーションが展開していたエンターテインメント・テレビ関連事業などは同じく分社化によって誕生した21世紀フォックスが引き継いた。
2022年10月14日、ルパート・マードックはフォックス・コーポレーションとの再統合を検討していることを表明。独立取締役で構成される特別委員会を同日に設置した。しかし、株主から猛反対を受けたため、マードックは統合を断念し、提案自体を撤回したことを2023年1月24日に発表した。
2023年9月21日、ルパート・マードックは同年11月に会長職を退任し、ニューズ・コープの名誉会長に就くことを発表した。後任は自身の長男であるラクラン・マードックが就任した。

## 主な傘下企業・所有資産

### 新聞
アメリカ
- ダウ・ジョーンズ（ウォール・ストリート・ジャーナル）
- ニューヨーク・ポスト

イギリス
- ニューズ・インターナショナル（サンデー・タイムズ、ザ・サン、ニュース・オブ・ザ・ワールド） - 現社名はNews UK。本社はロンドン・サザーク区。
- タイムズ
- タイムズ文芸付録

オーストラリア
- ヘラルド・アンド・ウィークリー・タイムズ（ヘラルドサン）
- クーリエ・メイル
- ニューズ・リミテッド（オーストラリアン）

### 出版
- ハーパーコリンズ

### 放送関連
- ニューズ・コープ・オーストラリア（衛星放送のFoxtel、FOXスポーツ・オーストラリア、Sky News Australia[注 1]）

### デジタル教育技術
- アンプリファイ・エデュケーション

### マーケティング
- ニューズ・アメリカ・マーケティング

## 気候変動に対する姿勢
ニューズ・コープは長年にわたり地球温暖化に対する懐疑論を発信してきたと科学者やジャーナリストなどから批判されている。
一例として、戦略対話研究所の調査で、Sky News Australiaは気候変動に関する誤情報の世界的な発信源となっていることが判明している。
ルパート・マードックは「ニューズ・コープに気候変動否定論者はいない」と述べている。
2021年、ニューズ・コープは国際的な非難や広告主からの圧力を受け、「ミッションゼロ2050」というネットゼロ目標を立てたが、それ以降も懐疑論の発信は継続されている。